# Onciale 050
- Papyrus
- Onciale
- Minuscules
- Lectionnaire

Le Codex 050 (Gregory-Aland), est un manuscrit sur parchemin en écriture grecque onciale du Nouveau Testament. 

## Description
Le codex se compose de 19 folios. Il est écrit en une colonne de 30 lignes par folio. Les dimensions du manuscrit sont 32,5 x 24 cm,. Les lettres ont les accents et les esprits.
Ce manuscrit contient des fragments du texte de l'Évangile selon Jean : Jean 1:1.3-4; 2:17-3:8.12-13.20-22; 4:7-14; 20:10-13.15-17.
Les paléographes s'accordent pour dater ce manuscrit du IXe siècle.
Le texte du codex représente le type byzantin. Kurt Aland le classe en Catégorie V.
Jean 20,10-13.15
ΑΠΗΛΘΟΝΟΥΝΠΑΛΙΝΠΡΟΣΕΑΥΤΟΥΣΟΙΜΑΘΗ
ΤΑΙ.ΜΑΡΙΑΜΔΕΙΣΤΗΚΕΙΠΡΟΣΤΟΜΝΗΜΕΙ
ΟΝΕΞΩΚΛΑΙΟΥΣΛ.ΩΣΟΥΝΕΚΛΑΙΕΝΠΑΡΕΚΥ
ΨΕΝΕΙΣΤΟΜΝΗΜΕΙΟΝ.ΚΑΙΘΕΩΡΕΙΔΥΟΑΓ
ΓΕΛΟΥΣΕΝΛΕΥΚΟΙΣΚΑΘΕΖΟΜΕΝΟΥΣΕΝΑ
ΠΡΟΣΤΗΚΕΦΑΛΗΚΑΙΕΝΑΠΡΟΣΤΟΙΣΠΟΣΙ
ΟΠΟΥΕΚΕΙΤΟΤΟΣΩΜΑΤΟΥΙΥ.ΚΑΙΛΕΓΟΥ
ΣΙΝΑΥΤΗΕΚΕΙΝΟΙ.ΓΥΝΑΙΤΙΚΛΑΙΕΙΣ;
ΛΕΓΕΙΑΥΤΟΙΣ.ΓΥΝΑΙΤΙΚΛΑΙΕΙΣ;
ΤΙΝΑΖΗΤΕΙΣ.ΕΚΕΙΝΗΔΟΚΟΥΣΑΟΤΙ
ΟΚΗΠΟΥΡΟΣΕΣΤΙΝΛΕΓΕΙΑΥΤΩ.ΚΕΕΙΣΥ
ΕΒΑΣΤΑΣΑΣΑΥΤΟΝΕΙΠΕΜΟΙΠΟΥΕΘΗΚΑΣ
ΑΥΤΟΝΚΑΓΩΑΥΤΟΑΡΩ.

## Lieu de conservation
Il est conservé scindé en quatre bibliothèques d'Europe : 
- 2 folios à la Εθνική Βιβλιοθήκη, 1371, à Athènes
- 7 folios au Monastère de Dionysiou, 2(71) à Athos,
- 7 folios au Musée historique d'État, V. 29, S. 119, à Moscou
- 3 folios à la Christ Church, Wake 2,3 à Oxford[1],[2].